# 卡莉·西蒙

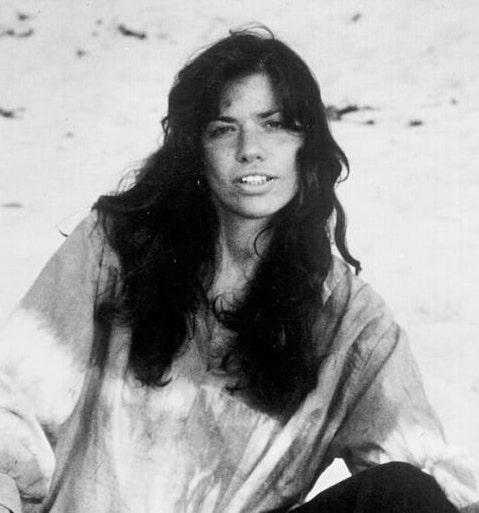
卡莉·西蒙

卡莉·伊丽莎白·西蒙（Carly Elisabeth Simon，1943年6月25日—）是一位美国音乐家、歌手、词曲作者和作家。 她的13首歌曲一度进入告示牌百大單曲榜前40名，而且有專輯一度在Billboard 200上连续五周排名第一。西蒙凭借电影上班女郎中的歌曲获得格莱美奖、奥斯卡金像奖和金球獎。 2022年，西蒙入选摇滚名人堂。 